# Brończyn
Brończyn [pronunciación en polaco: /ˈbrɔɲt͡ʂɨn/] es un pueblo ubicado en el distrito administrativo de Gmina Błaszki, dentro del Distrito de Sieradz, Voivodato de Łódź, en Polonia central. Se encuentra aproximadamente a 3 kilómetros al suroeste de Błaszki, a 25 kilómetros al oeste de Sieradz, y a 76 kilómetros al oeste de la capital regional Łódź.